# Vang Ji (költő)
Vang Ji (Wang Yi) (adott neve: Su-si (Shūshī) 叔師) költő, irodalmár, a császári könyvtár könyvtárosa a Keleti Han-dinasztia idején. A nevéhez fűződik a Csu (Chu) elégiái című antológia összeállítása, és első kommentálása.

## Élete
Wang Ji (Wang Yi) a Keleti Han-dinasztia idején, az egykori Csu (Chu) állam területén lévő Nancsün (Nanjun)beli (南郡) Jicseng (Yichen)ben (宜城) (a mai Hupej (Hubei) tartományban) született kb. i. sz. 89-ben.
Jelentősége ellenére meglehetősen kevés életrajzi adata ismert. Az ő fia volt a fiatalon elhunyt, költőként ismert Vang Jen-sou (Wang Yanshou) (王延壽).

## Munkássága
Az irodalmi tehetségéről bizonyságot tevő Vang Ji (Wang Yi) i. sz. 115. körül ment a birodalom fővárosába, ahol később Sun (Shun) (順) császár (ur.: 125–144) megbízásából a császári könyvtár könyvtárosa lett. Noha Vang Ji (Wang Yi) költőként is ismert, főműve mégis a Csu (elégiái, Chu) című antológia összeállítása és kommentálása (Csu ce csang-csü (Chu ci zhangju) 《楚辭章句》). Az egykori Csu (Chu) államból származó uralkodóház érthető módon preferálta szülőföldje irodalmi értékeinek gondozását. E törekvésük gyümölcse a Csu (elégiái, Chu), amely Kína első, név szerint ismert, és egyik legnagyobb költőjének Csü Jüan (Qu Yuan)nak a műveit, valamint az ő stílusa, modora inspirálta költők verseit tartalmazza. Az antológia végén Vang Ji (Wang Yi) a saját, a Kilenc vágyakozás Csi sze (Jiu si) (九思) című versciklusa is megtalálható.

## Fordítás
- Ez a szócikk részben vagy egészben  a   Wang Yi (librarian) című angol Wikipédia-szócikk ezen változatának fordításán alapul.  Az eredeti cikk szerkesztőit annak laptörténete sorolja fel. Ez a jelzés csupán a megfogalmazás eredetét és a szerzői jogokat jelzi, nem szolgál a cikkben szereplő információk forrásmegjelöléseként.
- Ez a szócikk részben vagy egészben  a(z)   王逸 című kínai Wikipédia-szócikk ezen változatának fordításán alapul.  Az eredeti cikk szerkesztőit annak laptörténete sorolja fel. Ez a jelzés csupán a megfogalmazás eredetét és a szerzői jogokat jelzi, nem szolgál a cikkben szereplő információk forrásmegjelöléseként.